# Admiralitätsberge
Die Admiralitätsberge (englisch Admiralty Mountains oder Admiralty Range) sind eine ausgedehnte Gruppe von hohen Bergen und individuell benannten Gebirgsketten und -rücken im nordöstlichen Victorialand in der Antarktis. Die Berggruppe wird durch das Ross-Meer, den Südlichen Ozean und den Dennistoun-, den Ebbe- und den Tucker-Gletscher begrenzt. 
Entdeckt wurde das Gebirge im Januar 1841 durch Kapitän James Clark Ross, der es nach der Admiralität benannte, unter deren Befehl er segelte. 
In dem Gebirge finden sich unter anderem folgende Berge und Gipfel:
| Berg               | Meter |
| ------------------ | ----- |
| Mount Minto        | 4165  |
| Mount Adam         | 4010  |
| Mount Ajax         | 3770  |
| Mount Royalist     | 3640  |
| Mount Black Prince | 3405  |
| Mount Herschel     | 3335  |
| Mount Peacock      | 3215  |
| Sorensen Peak      | 2640  |
| Grigg Peak         | 2130  |
| Mount Parker       | 1260  |

## Weblinks

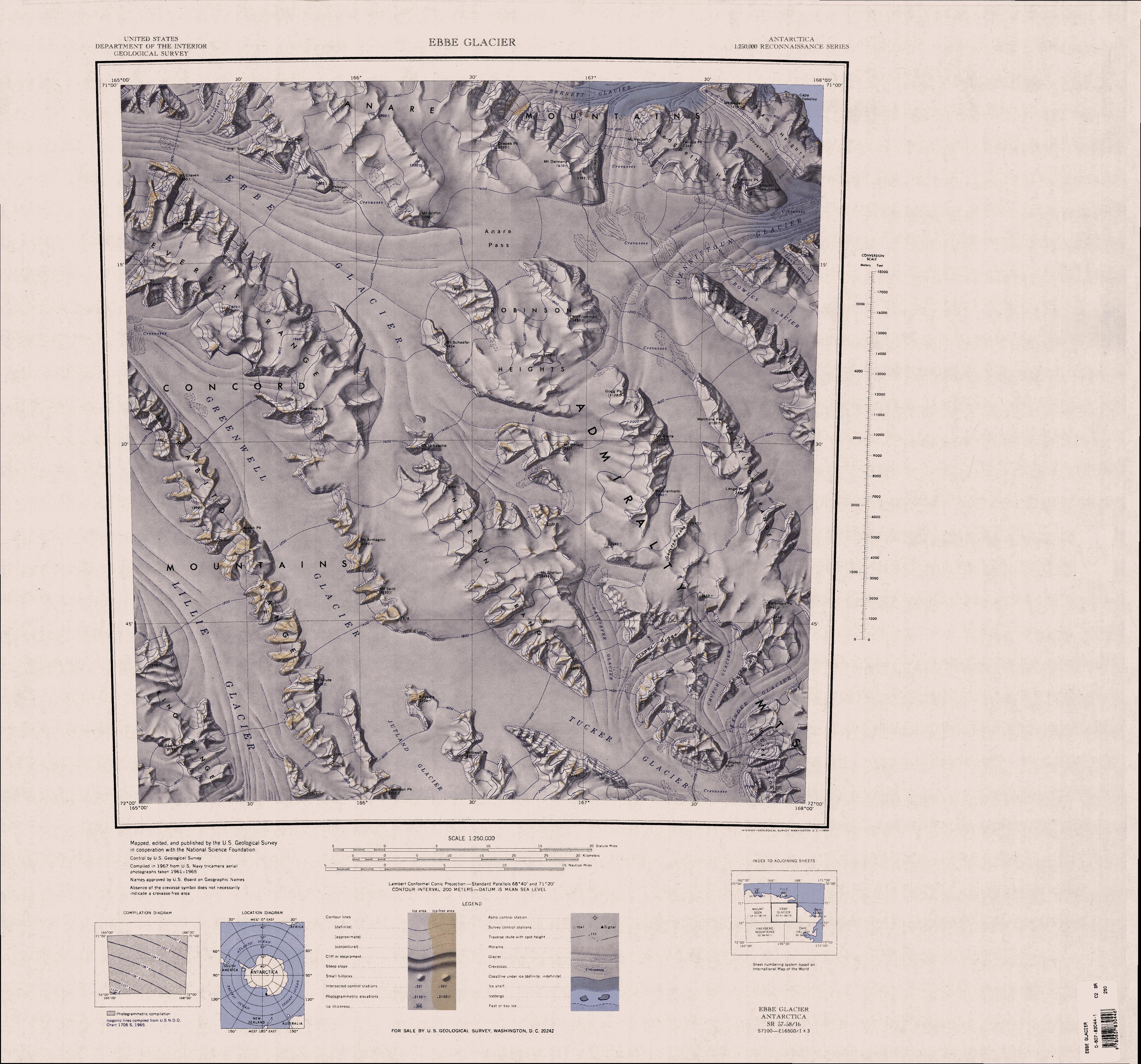
Kartenblatt Ebbe Glacier von 1967, Westteil der Admiralitätsberge in der Osthälfte